# Sérgio Paulo Barbosa Valente
Sérgio Paulo Barbosa Valente (Porto, 1980. június 27. –) portugál válogatott labdarúgó, aki jelenleg a Málaga CF játékosa.

## Sikerei, díjai

### Klub
- Málaga CF
  - Intertotó-kupa: 2002
- Sevilla FC
  - UEFA-szuperkupa: 2006
  - UEFA-kupa: 2006-07
  - Spanyol kupa: 2006-07
  - Spanyol szuperkupa: 2007

### Válogatott
- Portugália U19
  - U19-es labdarúgó-Európa-bajnokság: 1999